# 克劳斯·雅各布
克劳斯·雅各布（德語：Klaus Jacob，1943年4月20日—），德国男子赛艇运动员。他曾代表东德参加1968年夏季奥林匹克运动会赛艇比赛，获得男子四人单桨有舵手银牌。